# Norglenwold
Norglenwold est un village d'été (summer village) du Comté de Red Deer, situé dans la province canadienne d'Alberta.

## Démographie
En tant que localité désignée dans le recensement de 2011, Norglenwold a une population de 232 habitants dans 93 de ses 193 logements, soit une variation de -14,1 % avec la population de 2006. Avec une superficie de 0,672 1 km2, le village d'été possède une densité de population de 345,186 7 hab/km2 en 2011.
Concernant le recensement de 2006, Norglenwold abritait 270 habitants dans 111 de ses 188 logements. Avec une superficie de 0,672 1 km2, Norglenwold possédait une densité de population de 401,7 hab/km2 en 2006.
| 2001 | 2006 | 2011 | 2016 |
| ---- | ---- | ---- | ---- |
| 267  | 270  | 232  | 273  |